# Склеротикальное кольцо

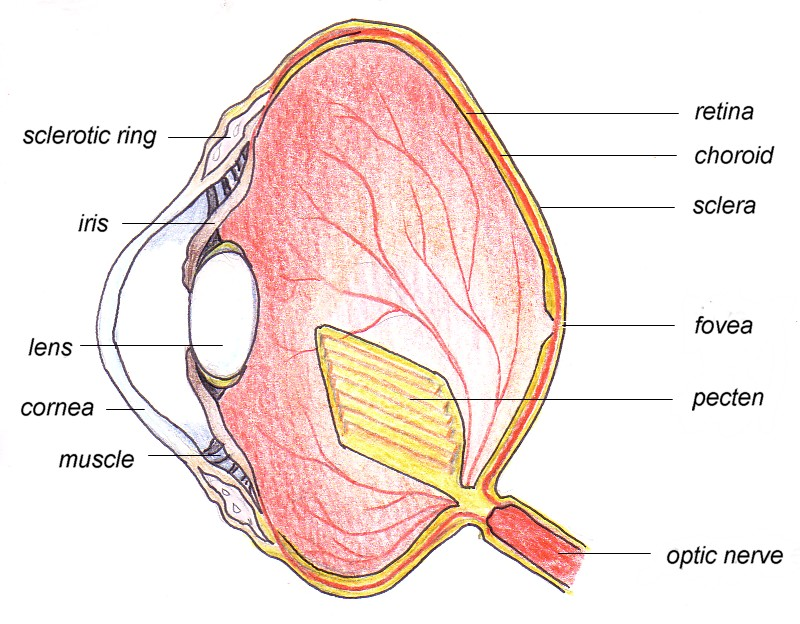
Диаграмма, иллюстрирующая расположение склеротикального кольца в глазу птицы

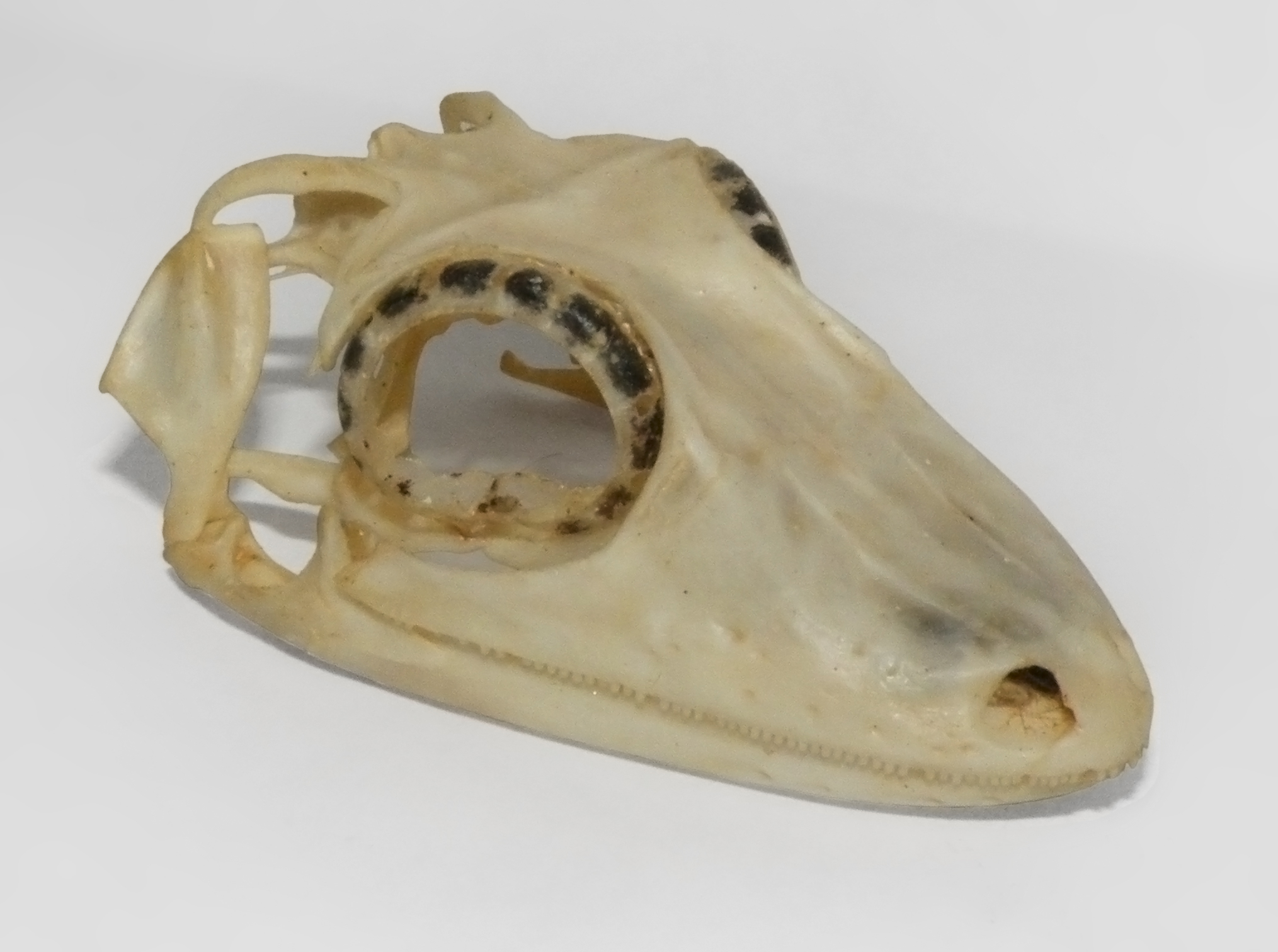
Череп геккона с большими склеротикальными кольцами

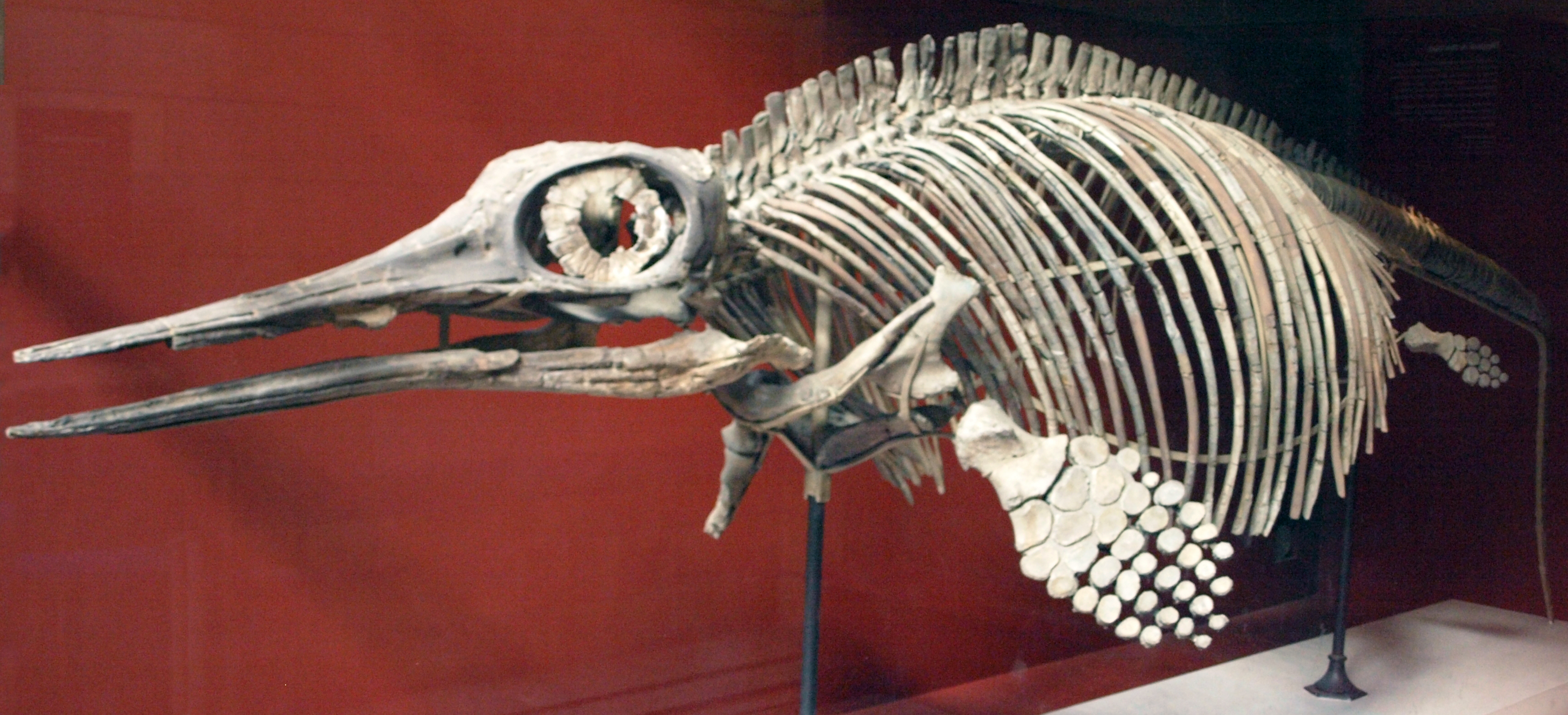
Склеротикальные кольца офтальмозавра были одними из самых больших в животном царстве

Склеротикальное кольцо (лат. Anulus ossicularis sclerae) — кольцевая костная конструкция, находимая в глазах нескольких современных и вымерших групп позвоночных животных, таких, как птицы, динозавры, птерозавры и ихтиозавры, за исключением млекопитающих и крокодилов. Может состоять из единственной кости или из нескольких сегментов.
Склеротикальное кольцо расположено непосредственно за видимой снаружи радужной оболочкой, но спереди от хрусталика. Обычно не имеет никакого контакта с другими костями. Видимая радужная оболочка глаза располагается на внешней стороне склеротикального кольца, а хрусталик висит с внутренней стороны. По этой причине диаметр зрачка не может быть больше центрального отверстия склеротикального кольца. Склеротикальные кольца позволяют осуществлять более точную фокусировку глаз, а также выполняют поддерживающую функцию, особенно у тех животных, чьи глаза не имеют сферической формы или живущих под водой.